# Världscupen i alpin skidåkning 2009/2010
Världscupen i alpin skidåkning 2009/2010 var den 44:e säsongen av världscupen i alpin skidåkning. Världscupen inleddes med storslalom i Sölden, Österrike, den 24 oktober 2009 för damerna och den 25 oktober för herrarna. Världscupavslutningen arrangerades i Garmisch-Partenkirchen, Tyskland, den 10 mars 2010. 

## Tävlingskalender och resultat[1]

### Herrar
| Datum       | Plats                            | Gren             | Vinnare                                                        | 2:a plats                                                      | 3:e plats                                                      |
| ----------- | -------------------------------- | ---------------- | -------------------------------------------------------------- | -------------------------------------------------------------- | -------------------------------------------------------------- |
| 25 oktober  | Sölden, Österrike                | Storslalom       | Didier Cuche                                                   | Ted Ligety                                                     | Carlo Janka                                                    |
| 15 november | Levi, Finland                    | Slalom           | Reinfried Herbst                                               | Ivica Kostelić                                                 | Jean-Baptiste Grange                                           |
| 28 november | Lake Louise, Kanada              | Störtlopp        | Didier Cuche                                                   | Werner Heel                                                    | Carlo Janka                                                    |
| 29 november | Lake Louise, Kanada              | Super G          | Manuel Osborne-Paradis                                         | Benjamin Raich                                                 | Michael Walchhofer                                             |
| 4 december  | Beaver Creek, USA                | Superkombination | Carlo Janka                                                    | Didier Defago                                                  | Natko Zrncic-Dim                                               |
| 5 december  | Beaver Creek, USA                | Störtlopp        | Carlo Janka                                                    | Didier Cuche                                                   | Aksel Lund Svindal                                             |
| 6 december  | Beaver Creek, USA                | Storslalom       | Carlo Janka                                                    | Benjamin Raich                                                 | Aksel Lund Svindal                                             |
| 11 december | Val d'Isere, Frankrike           | Superkombination | Benjamin Raich                                                 | Marcel Hirscher                                                | Manfred Mölgg Romed Baumann                                    |
| 12 december | Val d'Isere, Frankrike           | Super G          | Michael Walchhofer                                             | Ted Ligety                                                     | Werner Heel                                                    |
| 13 december | Val d'Isere, Frankrike           | Storslalom       | Marcel Hirscher                                                | Massimiliano Blardone                                          | Benjamin Raich                                                 |
| 18 december | Val Gardena Gröden, Italien      | Super G          | Aksel Lund Svindal                                             | Carlo Janka                                                    | Patrick Staudacher                                             |
| 19 december | Val Gardena Gröden, Italien      | Störtlopp        | Manuel Osborne-Paradis                                         | Mario Scheiber                                                 | Johan Clarey Ambrosi Hoffmann                                  |
| 20 december | Alta Badia, Italien              | Storslalom       | Massimiliano Blardone                                          | Davide Simoncelli                                              | Cyprien Richard                                                |
| 21 december | Alta Badia, Italien              | Slalom           | Reinfried Herbst                                               | Silvan Zurbriggen                                              | Manfred Pranger                                                |
| 29 december | Bormio, Italien                  | Störtlopp        | Andrej Jerman                                                  | Didier Defago                                                  | Michael Walchhofer                                             |
| 6 januari   | Zagreb, Kroatien                 | Slalom           | Giuliano Razzoli                                               | Manfred Mölgg                                                  | Julien Lizeroux                                                |
| 9 januari   | Adelboden, Schweiz               | Storslalom       | Inställd, ersatt av storslalom i Kranjska Gora den 29 januari. | Inställd, ersatt av storslalom i Kranjska Gora den 29 januari. | Inställd, ersatt av storslalom i Kranjska Gora den 29 januari. |
| 10 januari  | Adelboden, Schweiz               | Slalom           | Julien Lizeroux                                                | Marcel Hirscher                                                | Ivica Kostelic                                                 |
| 15 januari  | Wengen, Schweiz                  | Superkombination | Bode Miller                                                    | Carlo Janka                                                    | Silvan Zurbriggen                                              |
| 16 januari  | Wengen, Schweiz                  | Störtlopp        | Carlo Janka                                                    | Manuel Osborne-Paradis                                         | Marco Büchel                                                   |
| 17 januari  | Wengen, Schweiz                  | Slalom           | Ivica Kostelić                                                 | André Myhrer                                                   | Reinfried Herbst                                               |
| 22 januari  | Kitzbühel, Österrike             | Super G          | Didier Cuche                                                   | Michael Walchhofer                                             | Georg Streitberger                                             |
| 23 januari  | Kitzbühel, Österrike             | Störtlopp        | Didier Cuche                                                   | Andrej Sporn                                                   | Werner Heel                                                    |
| 24 januari  | Kitzbühel, Österrike             | Slalom           | Felix Neureuther                                               | Julien Lizeroux                                                | Giuliano Razzoli                                               |
| 24 januari  | Kitzbühel, Österrike             | Kombination      | Ivica Kostelic                                                 | Silvan Zurbriggen                                              | Benjamin Raich                                                 |
| 26 januari  | Schladming, Österrike            | Slalom           | Reinfried Herbst                                               | Silvan Zurbriggen                                              | Manfred Pranger                                                |
| 29 januari  | Kranjska Gora, Slovenien         | Storslalom       | Ted Ligety                                                     | Marcel Hirscher                                                | Kjetil Jansrud                                                 |
| 30 januari  | Kranjska Gora, Slovenien         | Storslalom       | Marcel Hirscher                                                | Kjetil Jansrud                                                 | Ted Ligety                                                     |
| 31 januari  | Kranjska Gora, Slovenien         | Slalom           | Reinfried Herbst                                               | Marcel Hirscher                                                | Julien Lizeroux                                                |
| 6 mars      | Crans Montana, Schweiz           | Störtlopp        | Didier Cuche                                                   | Aksel Lund Svindal                                             | Klaus Kröll                                                    |
| 7 mars      | Crans Montana, Schweiz           | Super G          | Carlo Janka                                                    | Mario Scheiber                                                 | Erik Guay Patrick Küng                                         |
| 10 mars     | Garmisch-Partenkirchen, Tyskland | Störtlopp        | Erik Guay                                                      | Hannes Reichelt                                                | Tobias Grünenfelder Aksel Lund Svindal                         |
| 11 mars     | Garmisch-Partenkirchen, Tyskland | Super G          | Erik Guay                                                      | Ivica Kostelić                                                 | Aksel Lund Svindal                                             |
| 12 mars     | Garmisch-Partenkirchen, Tyskland | Storslalom       | Carlo Janka                                                    | Davide Simoncelli                                              | Philipp Schörghofer Ted Ligety                                 |
| 13 mars     | Garmisch-Partenkirchen, Tyskland | Slalom           | Felix Neureuther                                               | Manfred Pranger                                                | André Myhrer                                                   |

### Damer
| Datum       | Plats                            | Gren             | Vinnare                                                        | 2:a plats                                                      | 3:e plats                                                      |
| ----------- | -------------------------------- | ---------------- | -------------------------------------------------------------- | -------------------------------------------------------------- | -------------------------------------------------------------- |
| 24 oktober  | Sölden, Österrike                | Storslalom       | Tanja Poutiainen                                               | Kathrin Zettel                                                 | Denise Karbon                                                  |
| 14 november | Levi, Finland                    | Slalom           | Maria Riesch                                                   | Lindsey Vonn                                                   | Tanja Poutiainen                                               |
| 28 november | Aspen, USA                       | Storslalom       | Kathrin Hölzl                                                  | Kathrin Zettel                                                 | Federica Brignone                                              |
| 29 november | Aspen, USA                       | Slalom           | Sarka Zahrobska                                                | Marlies Schild                                                 | Kathrin Zettel                                                 |
| 4 december  | Lake Louise, Kanada              | Störtlopp        | Lindsey Vonn                                                   | Emily Brydon                                                   | Maria Riesch                                                   |
| 5 december  | Lake Louise, Kanada              | Störtlopp        | Lindsey Vonn                                                   | Maria Riesch                                                   | Emily Brydon                                                   |
| 6 december  | Lake Louise, Kanada              | Super G          | Elisabeth Görgl                                                | Lindsey Vonn                                                   | Ingrid Jacquemod                                               |
| 12 december | Åre, Sverige                     | Storslalom       | Tessa Worley                                                   | Tina Maze                                                      | Kathrin Zettel                                                 |
| 13 december | Åre, Sverige                     | Slalom           | Sandrine Aubert                                                | Maria Riesch                                                   | Susanne Riesch                                                 |
| 18 december | Val d'Isere, Frankrike           | Superkombination | Lindsey Vonn                                                   | Maria Riesch                                                   | Elisabeth Görgl                                                |
| 19 december | Val d'Isere, Frankrike           | Störtlopp        | Inställd, ersatt av störtlopp i Haus im Ennstal den 8 januari. | Inställd, ersatt av störtlopp i Haus im Ennstal den 8 januari. | Inställd, ersatt av störtlopp i Haus im Ennstal den 8 januari. |
| 20 december | Val d'Isere, Frankrike           | Super G          | Fränzi Aufdenblatten                                           | Nadia Styger                                                   | Lindsey Vonn                                                   |
| 28 december | Lienz, Österrike                 | Storslalom       | Kathrin Hölzl                                                  | Manuela Moelgg                                                 | Taïna Barioz                                                   |
| 29 december | Lienz, Österrike                 | Slalom           | Marlies Schild                                                 | Sandrine Aubert                                                | Kathrin Zettel                                                 |
| 3 januari   | Zagreb, Kroatien                 | Slalom           | Sandrine Aubert                                                | Kathrin Zettel                                                 | Susanne Riesch                                                 |
| 8 januari   | Haus im Ennstal, Österrike       | Störtlopp        | Lindsey Vonn                                                   | Anja Pärson                                                    | Maria Riesch                                                   |
| 9 januari   | Haus im Ennstal, Österrike       | Störtlopp        | Lindsey Vonn                                                   | Nadja Kamer                                                    | Ingrid Jacquemod                                               |
| 10 januari  | Haus im Ennstal, Österrike       | Super G          | Lindsey Vonn                                                   | Anja Pärson                                                    | Nadia Fanchini                                                 |
| 12 januari  | Flachau, Österrike               | Slalom           | Marlies Schild                                                 | Maria Riesch                                                   | Kathrin Zettel                                                 |
| 16 januari  | Maribor, Slovenien               | Storslalom       | Kathrin Zettel                                                 | Maria Riesch                                                   | Anja Pärson                                                    |
| 17 januari  | Maribor, Slovenien               | Slalom           | Kathrin Zettel                                                 | Tina Maze                                                      | Maria Riesch                                                   |
| 22 januari  | Cortina d'Ampezzo, Italien       | Super G          | Lindsey Vonn                                                   | Fabienne Suter                                                 | Anja Pärson                                                    |
| 23 januari  | Cortina d'Ampezzo, Italien       | Störtlopp        | Lindsey Vonn                                                   | Maria Riesch                                                   | Anja Pärson Nadja Kamer                                        |
| 24 januari  | Cortina d'Ampezzo, Italien       | Storslalom       | Tanja Poutiainen                                               | Viktoria Rebensburg                                            | Kathrin Hölzl                                                  |
| 29 januari  | Sankt Moritz, Schweiz            | Superkombination | Anja Pärson                                                    | Michaela Kirchgasser                                           | Lindsey Vonn                                                   |
| 30 januari  | Sankt Moritz, Schweiz            | Störtlopp        | Maria Riesch                                                   | Ingrid Jacquemod                                               | Fabienne Suter                                                 |
| 31 januari  | Sankt Moritz, Schweiz            | Super G          | Lindsey Vonn                                                   | Andrea Fischbacher Marie Marchand-Arvier                       |                                                                |
| 5 mars      | Crans Montana, Schweiz           | Superkombination | Inställd                                                       | Inställd                                                       | Inställd                                                       |
| 6 mars      | Kvitfjell, Norge                 | Störtlopp        | Lindsey Vonn                                                   | Johanna Schnarf                                                | Marianne Abderhalden                                           |
| 7 mars      | Kvitfjell, Norge                 | Super G          | Dominique Gisin                                                | Lindsey Vonn                                                   | Julia Mancuso                                                  |
| 10 mars     | Garmisch-Partenkirchen, Tyskland | Störtlopp        | Maria Riesch                                                   | Lindsey Vonn                                                   | Anja Pärson                                                    |
| 11 mars     | Garmisch-Partenkirchen, Tyskland | Storslalom       | Tina Maze                                                      | Kathrin Hölzl                                                  | Maria Riesch                                                   |
| 12 mars     | Garmisch-Partenkirchen, Tyskland | Super G          | Lindsey Vonn                                                   | Elisabeth Görgl                                                | Nadia Styger                                                   |
| 13 mars     | Garmisch-Partenkirchen, Tyskland | Slalom           | Marlies Schild                                                 | Kathrin Zettel                                                 | Maria Riesch                                                   |

## Slutresultat cuper

### Herrar
| Pl. |                    | Poäng |
| --- | ------------------ | ----- |
| 1.  | Carlo Janka        | 1197  |
| 2.  | Benjamin Raich     | 1091  |
| 3.  | Didier Cuche       | 952   |
| 4.  | Aksel Lund Svindal | 883   |
| 5.  | Ivica Kostelić     | 805   |

| Pl. |                        | Poäng |
| --- | ---------------------- | ----- |
| 1.  | Didier Cuche           | 528   |
| 2.  | Carlo Janka            | 448   |
| 3.  | Werner Heel            | 292   |
| 4.  | Manuel Osborne-Paradis | 281   |
| 5.  | Mario Scheiber         | 273   |

| Pl. |                    | Poäng |
| --- | ------------------ | ----- |
| 1.  | Erik Guay          | 331   |
| 2.  | Michael Walchhofer | 316   |
| 3.  | Aksel Lund Svindal | 314   |
| 4.  | Benjamin Raich     | 210   |
| 5.  | Mario Scheiber     | 199   |

| Pl. |                       | Poäng |
| --- | --------------------- | ----- |
| 1.  | Ted Ligety            | 412   |
| 2.  | Carlo Janka           | 341   |
| 3.  | Benjamin Raich        | 331   |
| 4.  | Davide Simoncelli     | 311   |
| 5.  | Massimiliano Blardone | 309   |

| Pl. |                   | Poäng |
| --- | ----------------- | ----- |
| 1.  | Reinfried Herbst  | 534   |
| 2.  | Julien Lizeroux   | 512   |
| 3.  | Silvan Zurbriggen | 365   |
| 4.  | Ivica Kostelić    | 360   |
| 5.  | Felix Neureuther  | 329   |

| Pl. |                   | Poäng |
| --- | ----------------- | ----- |
| 1.  | Benjamin Raich    | 246   |
| 2.  | Carlo Janka       | 216   |
| 3.  | Ivica Kostelić    | 172   |
| 4.  | Silvan Zurbriggen | 166   |
| 5.  | Bode Miller       | 145   |

### Damer
| Pl. |                | Poäng |
| --- | -------------- | ----- |
| 1.  | Lindsey Vonn   | 1671  |
| 2.  | Maria Riesch   | 1516  |
| 3.  | Anja Pärson    | 1047  |
| 4.  | Tina Maze      | 943   |
| 5.  | Kathrin Zettel | 938   |

| Pl. |                  | Poäng |
| --- | ---------------- | ----- |
| 1.  | Lindsey Vonn     | 725   |
| 2.  | Maria Riesch     | 556   |
| 3.  | Anja Pärson      | 385   |
| 4.  | Ingrid Jacquemod | 271   |
| 5.  | Nadja Kamer      | 266   |

| Pl. |                    | Poäng |
| --- | ------------------ | ----- |
| 1.  | Lindsey Vonn       | 620   |
| 2.  | Elisabeth Görgl    | 300   |
| 3.  | Nadia Styger       | 291   |
| 4.  | Fabienne Suter     | 266   |
| 5.  | Andrea Fischbacher | 239   |

| Pl. |                     | Poäng |
| --- | ------------------- | ----- |
| 1.  | Kathrin Hölzl       | 471   |
| 2.  | Kathrin Zettel      | 394   |
| 3.  | Tina Maze           | 372   |
| 4.  | Viktoria Rebensburg | 271   |
| 5.  | Tanja Poutiainen    | 263   |

| Pl. |                 | Poäng |
| --- | --------------- | ----- |
| 1.  | Maria Riesch    | 493   |
| 2.  | Kathrin Zettel  | 490   |
| 3.  | Marlies Schild  | 420   |
| 4.  | Sandrine Aubert | 406   |
| 5.  | Šárka Záhrobská | 347   |

| Pl. |                      | Poäng |
| --- | -------------------- | ----- |
| 1.  | Lindsey Vonn         | 160   |
| 2.  | Anja Pärson          | 150   |
| 3.  | Michaela Kirchgasser | 130   |
| 4.  | Elisabeth Görgl      | 110   |
| 5.  | Maria Riesch         | 80    |

### Nationscupen
| Pl. |           | Poäng |
| --- | --------- | ----- |
| 1.  | Österrike | 8967  |
| 2.  | Schweiz   | 6943  |
| 3.  | Italien   | 5093  |
| 4.  | Frankrike | 4428  |
| 5.  | USA       | 4131  |

| Pl. |           | Poäng |
| --- | --------- | ----- |
| 1.  | Österrike | 5347  |
| 2.  | Schweiz   | 4342  |
| 3.  | Italien   | 2903  |
| 4.  | Frankrike | 2024  |
| 5.  | Kanada    | 1852  |

| Pl. |           | Poäng |
| --- | --------- | ----- |
| 1.  | Österrike | 3620  |
| 2.  | Tyskland  | 3561  |
| 3.  | Schweiz   | 2601  |
| 4.  | USA       | 2599  |
| 5.  | Frankrike | 2404  |